# Мохманд
Мохманд (урду ضلع مہمند‎, англ. Mohmand) — округ области Пешавар провинции Хайбер-Пахтунхва Исламской Республики Пакистан. Столица — город Галанай. Площадь 2 296 км². Население 334 453 человек (1998 г.)
Населена в основном пуштунами группы моманд.

## Бой с талибами
24 декабря 2010 года в Мохманде произошло боестолкновение между пакистанской армией и бойцами движения Талибан. В результате перестрелки погибло 24 террориста и 11 пакистанских военнослужащих.

## Уровень грамотности
Уровень грамотности населения в агентстве Мохманд равняется 15,8 %. Грамотны 27,1 % мужского населения агентства и 4,2 % женского.
| Агентство | Уровень грамотности на 2007 год | Уровень грамотности на 2007 год | Уровень грамотности на 2007 год |
| Агентство | Мужчины                         | Женщины                         | Всего                           |
| --------- | ------------------------------- | ------------------------------- | ------------------------------- |
| Мохманд   | 27,1 %                          | 4,2 %                           | 15,8 %                          |